# PNGO
 (février 2022).
La mise en forme du texte ne suit pas les recommandations de Wikipédia : il faut le « wikifier ».
Les points d'amélioration suivants sont les cas les plus fréquents. Le détail des points à revoir est peut-être précisé sur la page de discussion.
- Les titres sont pré-formatés par le logiciel. Ils ne sont ni en capitales, ni en gras.
- Le texte ne doit pas être écrit en capitales (les noms de famille non plus), ni en gras, ni en italique, ni en « petit »…
- Le gras n'est utilisé que pour surligner le titre de l'article dans l'introduction, une seule fois.
- L'italique est rarement utilisé : mots en langue étrangère, titres d'œuvres, noms de bateaux, etc.
- Les citations ne sont pas en italique mais en corps de texte normal. Elles sont entourées par des guillemets français : « et ».
- Les listes à puces sont à éviter, des paragraphes rédigés étant largement préférés. Les tableaux sont à réserver à la présentation de données structurées (résultats, etc.).
- Les appels de note de bas de page (petits chiffres en exposant, introduits par l'outil «  Source ») sont à placer entre la fin de phrase et le point final[comme ça].
- Les liens internes (vers d'autres articles de Wikipédia) sont à choisir avec parcimonie. Créez des liens vers des articles approfondissant le sujet. Les termes génériques sans rapport avec le sujet sont à éviter, ainsi que les répétitions de liens vers un même terme.
- Les liens externes sont à placer uniquement dans une section « Liens externes », à la fin de l'article. Ces liens sont à choisir avec parcimonie suivant les règles définies. Si un lien sert de source à l'article, son insertion dans le texte est à faire par les notes de bas de page.
- La présentation des références doit suivre les conventions bibliographiques. Il est recommandé d'utiliser les modèles {{Ouvrage}}, {{Chapitre}}, {{Article}}, {{Lien web}} et/ou {{Bibliographie}}. Le mode d'édition visuel peut mettre en forme automatiquement les références.
- Insérer une infobox (cadre d'informations à droite) n'est pas obligatoire pour parachever la mise en page.

Pour une aide détaillée, merci de consulter Aide:Wikification.
Si vous pensez que ces points ont été résolus, vous pouvez retirer ce bandeau et améliorer la mise en forme d'un autre article.
Le Réseau des ONG palestiniennes (PNGO ou PNGO Net) est une organisation faîtière d'organisations non gouvernementales (ONG) palestiniennes dans les territoires palestiniens. Elle est formée pour améliorer la coordination, la consultation et la coopération entre les ONG membres, pour renforcer la société civile palestinienne, et contribuer à la mise en place d'un État palestinien. PNGO a été créée en septembre 1993 et, comptait en janvier 2020, 135 ONG membres opérant en Cisjordanie, dans la bande de Gaza et à Jérusalem-Est ,.
PNGO opère à travers des comités de membres travaillant dans cinq secteurs : la santé, la démocratie et les droits de l'homme, les femmes et les enfants, la réhabilitation et l'agriculture. Le rôle de PNGO est d'établir des directives générales et de coordonner le travail des ONG mais n'a aucune autorité hiérarchique sur les ONG.
PNGO est membre du mouvement Boycott, Désinvestissement et Sanctions (BDS); Les membres individuels de PNGO, tels que Defence for Children International – Palestine, promeuvent également le BDS et participent activement au lobbying auprès de l'ONU, de l'UE, des gouvernements étrangers et d'autres organismes internationaux qui promeuvent cet agenda.

## Financement des ONG
Chaque ONG membre obtient un financement séparé pour ses activités et projets auprès de donateurs qui font tous partie de l' aide internationale aux Palestiniens comme des gouvernements étrangers, des organisations internationales, des organisations caritatives, etc., .
En janvier 2020, l'Union européenne (UE) a inséré une clause dans les nouveaux contrats de subvention de l'UE pour interdire aux bénéficiaires de travailler avec et de financer des organisations et des individus désignés sur les listes terroristes de l'UE, l'article 1.5 de l'annexe II figurant dans les « Conditions générales applicables aux Contrats de subvention financés par l'Union pour des actions extérieures ». Le PNGO s'est opposé avec véhémence à la nouvelle exigence,. Les médias ont déclaré que la position du PNGO était que les organisations terroristes palestiniennes sont en fait des « partis politiques ». Selon le PNGO, l'UE a envoyé une "lettre de clarification" le 30 mars 2020, qui précisait que la disposition de l'UE ne s'appliquait qu'aux personnes explicitement nommées dans sa liste restrictive et soulignait qu'aucun Palestinien ne figurait sur cette liste, et que la disposition se limite aux « procédures financières », ajoutant : "L'UE ne demande à aucune organisation de la société civile de modifier sa position politique à l'égard d'une faction palestinienne ou de discriminer une personne physique en raison de son affiliation politique",. L'UE a réaffirmé sa position en avril 2021, déclarant qu'elle doit "vérifier de manière approfondie" que ses fonds ne sont pas "alloués ou liés à une cause ou une forme de terrorisme et/ou de radicalisation religieuse et politique". Tous les fonds qui sont allés à une personne ou à une organisation ayant des liens avec le terrorisme doivent être «récupérés de manière proactive, et les bénéficiaires impliqués sont exclus du financement futur du syndicat».
Selon des recherches menées par NGO Monitor, un groupe de surveillance israélien pro-gouvernemental axé sur les sources et les utilisations du financement des organisations de la société civile palestinienne, il est allégué qu'au moins 70 responsables d'ONG sont affiliés au FPLP et qu'entre 2014 et 2021, de nombreux gouvernements européens ont donné plus de 200 millions d'euros au réseau d'ONG qu'ils prétendent être lié au FPLP, dont une partie a été utilisée pour financer le terrorisme.

## Interdiction des ONG palestiniennes par Israël

### Position du Gouvernement Israélien
Le Comité des travailleurs de la santé a été interdit en tant qu'affilié au FPLP en janvier 2020. Israël accuse quatre employés du Comité des travailleurs de la santé d'être membres et de détourner des fonds vers le FPLP avec un procès prévu pour novembre 2021. Le 10 novembre, une femme hispano-palestinienne a plaidé coupable devant un tribunal militaire israélien pour avoir détourné des fonds des comités de travail de la santé, mais n'était pas au courant que des fonds avaient été transférés au FPLP. Selon Haaretz, les responsables de la sécurité israélienne admettent « que les preuves accessibles au public ne fournissent aucune preuve incriminant les six groupes [désignés illégaux en octobre] de liens financiers avec le FPLP »,. Le 28 février 2021, Israël a désigné l'organisation Samidoun comme une organisation terroriste déclarant qu'elle fait partie du FPLP et fondée par des membres du FPLP en 2012.
Le 22 octobre 2021, Israël a désigné Addameer, Al-Haq, Bisan Center, Defence for Children International (Palestine), l'Union des comités de travail agricole et l'Union des comités de femmes palestiniennes comme organisations terroristes.

### Position des organisations des droits de l'homme
Amnesty et Human Rights Watch ont qualifié cette décision de "décision épouvantable et injuste" et "d'attaque du gouvernement israélien contre le mouvement international des droits de l'homme". Le Haut-Commissariat des Nations unies aux droits de l'homme, partenaire des ONG, a déclaré que les désignations étaient fondées sur "des raisons extrêmement vagues ou non pertinentes, y compris des activités entièrement pacifiques et légitimes" avec Al-Haq, par exemple, décrit comme "engagé au nom du [FPLP] dans la promotion de mesures contre Israël sur la scène internationale. » ,. Le 26 octobre 2021, la Haut-Commissaire des Nations Unies aux droits de l'homme, Michelle Bachelet, a déclaré : 
« Israël doit veiller à ce que les défenseurs des droits de l'homme ne soient pas détenus, inculpés et condamnés en raison de leur travail légitime de protection et de promotion des droits de l'homme. J'appelle les autorités israéliennes à révoquer leurs désignations contre les organisations palestiniennes de défense des droits de l'homme et humanitaires en tant qu'organisations terroristes, ainsi que leurs déclarations contre celles qu'elles jugent "illégales".» .

### Positions de la communauté internationale
L'UE a déclaré le 25 octobre 2021 :  
" Les allégations passées d'utilisation abusive des fonds de l'UE par rapport à un certain nombre de partenaires de nos organisations de la société civile palestinienne n'ont pas été étayées », ajoutant que « l'UE reste engagée avec les autorités israéliennes sur cette question. » .
Il y a eu des réactions négatives de la part de l'OLP, de la Ligue arabe ainsi que d'autres groupes et militants des droits de l'homme,. La désignation s'appliquait en Israël  et à partir du 7 novembre 2021 a été étendue à la Cisjordanie par ordre militaire de Tsahal (l'Union des comités de travail agricole était déjà interdite en Cisjordanie en 2020).
Joshua Zarka, directeur général adjoint des affaires stratégiques au ministère israélien des Affaires étrangères, a déclaré que des représentants du Shin Bet et du ministère des Affaires étrangères se rendront aux États-Unis et fourniront des renseignements prouvant la relation entre les ONG et le FPLP,. Au 3 novembre, selon le ministre irlandais des Affaires étrangères Simon Coveney, aucune preuve crédible n'avait été fournie à l'Irlande ou à l'Union européenne. Les documents présentés par Israël avaient déjà été présentés aux diplomates européens en mai et ont été présentés aux États-Unis. Malgré l'insistance israélienne sur le fait qu'ils ont fourni "des informations concrètes et sans ambiguïté", certains prétendent que les informations sont « circonstancielles et inadéquates » avec au moins cinq des pays européens affirmant qu'il n'y a pas de "preuves concrètes",. Le 5 novembre 2021, le groupe missionnaire chrétien finlandais Felm a annoncé que bien que Felm n'ait vu aucune preuve que son financement avait été détourné, il a rompu ses liens avec Defence for Children International (Palestine) en raison de préoccupations concernant d'éventuelles sanctions bancaires à la suite de la désignation israélienne,. Le 8 novembre 2021, selon Front Line Defenders, un logiciel espion du groupe israélien NSO a été utilisé pour surveiller les téléphones portables de six militants palestiniens et défenseurs des droits humains, dont trois sont membres des ONG interdites,.
Selon Just Security, la désignation par Israël, le 22 octobre 2021, de six organisations de la société civile palestinienne de Cisjordanie comme « organisations terroristes » en vertu de la loi antiterroriste israélienne de 2016 met en évidence la nature imparfaite de la loi et déclare qu'« en 2021, il devrait être clair à tout le monde que la criminalisation des groupes de défense des droits de l'homme sur la base de renseignements classifiés est absolument inacceptable."  Human Rights Watch affirme que la loi de 2016 fait partie de la catégorie des pays ayant des "définitions trop larges ou vagues du "terrorisme"" et inclut l'expression de soutien à un groupe répertorié, comme agiter un drapeau ou chanter son hymne, passible d'une peine pouvant aller jusqu'à trois ans de prison.
Selon un communiqué des Nations Unies, en date du 9 novembre 2021, « Ces allégations sont prises très au sérieux. À ce jour, aucune des agences des Nations unies ni des organisations AIDA n'a reçu de documentation écrite qui pourrait servir de base aux allégations." La déclaration a également critiqué la portée de la législation antiterroriste israélienne de 2016,. Selon Mondoweiss, le Département d'État américain a déclaré le 8 novembre : « Nous avons eu une discussion constructive avec une délégation israélienne qui était en visite la semaine dernière. La délégation a fourni un exposé verbal sur les informations dont elle disposait sur certains groupes. Ils ont également fourni des documents écrits. Nous avons fourni ces documents écrits à nos homologues de l'administration. Nous allons les examiner de très près [et] à partir de là, nous formerons un jugement éclairé." .
Le 17 novembre, lors d'une réunion du comité de liaison ad hoc, Josep Borrell, le représentant de l'UE pour les affaires étrangères, a déclaré qu'Israël n'avait toujours pas fourni de preuves pour les désignations; Le 8 décembre, Gantz a déclaré que les ONG palestiniennes illégales payaient des terroristes qui n'avaient jamais travaillé pour elles et permettaient aux membres du FPLP de se réunir dans leurs bureaux.
En juillet 2020, le gouvernement néerlandais a annoncé la suspension du financement de l'UAWC en raison d'allégations selon lesquelles il aurait des liens avec le FPLP. En mai 2021, la Commission européenne a suspendu le financement de l'UE à l'une des ONG concernées, al-Haq, en plus d'ordonner à Oxfam de suspendre le financement de l'UWAC « jusqu'à ce que la situation soit clarifiée ». Un examen de la commission a été achevé en juillet 2021 et n'a identifié aucun « manquement aux obligations ou irrégularités ». Fin 2021, la Commission a confirmé la poursuite de la suspension du financement dans l'attente d'enquêtes plus approfondies sur les informations reçues d'Israël,,. En janvier 2022, le gouvernement néerlandais a annoncé qu'il cesserait de financer 2,2 millions d'euros à l'UAWC pour des liens entre certaines personnes et le FPLP, bien que l'examen n'ait pas permis de trouver les liens financiers étendus allégués par Israël.
En janvier 2022, une déclaration d'ONG israéliennes dont Adalah, Association for Civil Rights in Israel, Breaking the Silence, B'Tselem, Combatants for Peace, HaMoked, Human Rights Defenders Fund, Ir Amim, Ofek - Centre israélien des affaires publiques, Parents Against Child Detention, Physicians for Human Rights–Israel et Yesh Din, ont exhorté tous les donateurs des six ONG désignées « à maintenir et, si possible, à augmenter leur financement »,.
Après que le document précédent n'ait pas réussi à convaincre, en décembre 2021, le ministère israélien des Affaires étrangères a fait circuler un nouveau document contenant des informations supplémentaires et les dirigeants européens ne sont toujours pas convaincus. En janvier 2022, le Danemark et l'Irlande ont annoncé qu'ils continueraient à financer les organisations et les représentants de 10 autres pays ont également déclaré qu'ils n'étaient pas convaincus par les documents supplémentaires fournis.

### Autres réactions
La journaliste israélienne Amira Hass, dans un éditorial ironique pour Haaretz écrit en réponse à la loi, a déclaré qu'elle aussi finançait le terrorisme, puisque ses impôts payaient de nombreux actes gouvernementaux, le comportement militaire et la violence des colons qui, selon elle, constituaient des formes de terrorisme contre les Palestiniens.

## Membres
Chaque ONG membre a son propre domaine d'activité et est affiliée à des organisations internationales apparentées (qui peuvent à leur tour être affiliées à d'autres entités) et assiste à des conférences internationales au cours desquelles elle peut présenter des communications sur son domaine d'intérêt.
Les membres de PNGO comprennent :
- Al-Haq
- Addamer
- Groupe Tourisme Alternatif
- BADIL
- Defence for Children International–Chapitre Palestine
- Centre d'aide juridique et des droits de l'homme de Jérusalem (JLAC)
- Institut de Recherche Appliquée - Jérusalem (ARIJ)
- Miftah
- Centre d'aide juridique et de conseil pour les femmes (WCLAC)
- Union des Comités de Travail Agricole (UAWC)
- Association chrétienne des jeunes femmes (YWCA)
- Comités palestiniens de secours agricole (PARC)
- Forum de la pensée arabe
- Centre pour la démocratie et les droits des travailleurs
- Centre d'études sur les droits de l'homme de Ramallah (RCHRS)
- Institut de la santé, du développement, de l'information et des politiques (HDIP)
- Comités de travail de santé (CHS) [48]
- Société palestinienne de secours médical (PMRS)
- Société académique palestinienne pour l'étude des affaires internationales (PASSIA)
- Centre d'études des femmes